# Citi Open 2021
Il Citi Open 2021 è stato un torneo di tennis giocato sul cemento. È stata la 52ª edizione del torneo maschile, che fa parte della categoria ATP Tour 500 nell'ambito dell'ATP Tour 2021. Si è giocato al William H.G. FitzGerald Tennis Center di Washington dal 31 luglio all'8 agosto 2021.
Nelle precedenti nove edizioni, dal 2011 al 2019, si era tenuto anche il torneo femminile facente parte del WTA Tour, che è stato cancellato per l'edizione del 2021 per problemi legati alla pandemia di COVID-19. Al suo posto è stato organizzato un torneo esibizione a inviti riservato alle giocatrici Coco Gauff, Viktoryja Azaranka e Jessica Pegula.

## Partecipanti

### Teste di serie
| Nazionalità | Giocatore             | Ranking* | Testa di serie |
| ----------- | --------------------- | -------- | -------------- |
| Spagna      | Rafael Nadal          | 3        | 1              |
| Canada      | Félix Auger-Aliassime | 15       | 2              |
| Australia   | Alex de Minaur        | 18       | 3              |
| Bulgaria    | Grigor Dimitrov       | 21       | 4              |
| Italia      | Jannik Sinner         | 23       | 5              |
| Regno Unito | Daniel Evans          | 27       | 6              |
| Regno Unito | Cameron Norrie        | 29       | 7              |
| Stati Uniti | Reilly Opelka         | 36       | 8              |
| Kazakistan  | Aleksandr Bublik      | 39       | 9              |
| Stati Uniti | Taylor Fritz          | 42       | 10             |
| Australia   | John Millman          | 44       | 11             |
| Stati Uniti | Sebastian Korda       | 47       | 12             |
| Francia     | Benoît Paire          | 49       | 13             |
| Sudafrica   | Lloyd Harris          | 51       | 14             |
| Serbia      | Miomir Kecmanović     | 52       | 15             |
| Stati Uniti | Frances Tiafoe        | 54       | 16             |

* Ranking al 26 luglio 2021.

### Altri partecipanti
I seguenti giocatori hanno ricevuto una wild card per il tabellone principale:
- Jenson Brooksby
- Feliciano López
- Rafael Nadal
- Brandon Nakashima
- Jack Sock

I seguenti giocatori sono passati dalle qualificazioni:

- Emilio Gómez
- Prajnesh Gunneswaran
- Mitchell Krueger
- Illja Marčenko
- Ramkumar Ramanathan
- Elias Ymer

### Ritiri
Prima del torneo
- Hubert Hurkacz → sostituito da  Emil Ruusuvuori
- John Isner → sostituito da  Andreas Seppi
- Aslan Karacev → sostituito da  Daniel Elahi Galán
- Karen Chačanov → sostituito da  Mackenzie McDonald
- Dominik Koepfer → sostituito da  Il'ja Ivaška
- Kwon Soon-woo → sostituito da  James Duckworth
- Jaume Munar → sostituito da  Kevin Anderson
- Guido Pella → sostituito da  Steve Johnson
- Albert Ramos Viñolas → sostituito da  Jordan Thompson
- Milos Raonic → sostituito da  Ričardas Berankis
- Denis Shapovalov → sostituito da  Jahor Herasimaŭ

## Partecipanti doppio

### Teste di serie
| Nazionalità | Giocatore     | Nazionalità   | Giocatore     | Ranking* | Testa di serie |
| ----------- | ------------- | ------------- | ------------- | -------- | -------------- |
| Australia   | John Peers    | Slovacchia    | Filip Polášek | 36       | 1              |
| Regno Unito | Neal Skupski  | Nuova Zelanda | Michael Venus | 36       | 2              |
| India       | Rohan Bopanna | Croazia       | Ivan Dodig    | 53       | 3              |
| Sudafrica   | Raven Klaasen | Nuova Zelanda | Ben McLachlan | 61       | 4              |

* Ranking al 26 luglio 2021.

### Altri partecipanti
Le seguenti coppie di giocatori hanno ricevuto una wild card per il tabellone principale:
- Nick Kyrgios /  Frances Tiafoe
- Sam Querrey /  Jack Sock

La seguente coppia di giocatori sono entrati nel tabellone principale passando dalle qualificazioni:
- Benoît Paire /  Jackson Withrow

### Ritiri
Prima del torneo
- Juan Sebastián Cabal /  Robert Farah → sostituito by  Fabrice Martin /  Max Purcell
- Wesley Koolhof /  Jean-Julien Rojer → sostituito da  Grigor Dimitrov /  Tommy Paul
- Łukasz Kubot /  Marcelo Melo → sostituito da  Marcus Daniell /  Marcelo Melo
- Nikola Mektić /  Mate Pavić → sostituito da  Marcelo Arévalo /  Matwé Middelkoop
- Jamie Murray /  Bruno Soares → sostituito da  Sebastian Korda /  Jannik Sinner
- Rajeev Ram /  Joe Salisbury → sostituito da  Aleksandr Bublik /  Andrej Golubev

## Punti e montepremi
| Torneo    | Torneo              | V       | F      | SF     | QF     | 3T     | 2T     | 1T    | Q  | Q2     | Q1    |
| Singolare | Punti               | 500     | 300    | 180    | 90     | 45     | 20     | 0     | 10 | 4      | 0     |
| Singolare | Premi in denaro (€) | 113,785 | 84,075 | 59,860 | 40,765 | 25,480 | 14,650 | 6,750 | –  | €3,565 | 2.100 |
| Doppio    | Punti               | 500     | 300    | 180    | 90     | –      | 0      | -     | –  | –      | –     |
| Doppio    | Premi in denaro (€) | 40,200  | 30,240 | 21,760 | 14,340 | –      | 9,020  | 5,000 | –  | –      | –     |

## Campioni

### Singolare
Jannik Sinner ha sconfitto in finale  Mackenzie McDonald con il punteggio di 7–5, 4–6, 7–5.
- È il terzo titolo in carriera per Sinner, secondo della stagione.

### Doppio
Raven Klaasen /  Ben McLachlan hanno sconfitto in finale  Neal Skupski e  Michael Venus con il punteggio di 7–6(4), 6–4.